# Rüdiger Minor
Rüdiger Minor (ur. 22 lutego 1939 w Lipsku, zm. 3 września 2017 w Dreźnie) – niemiecki teolog ewangelicki i duchowny metodystyczny, biskup Zjednoczonego Kościoła Metodystycznego (UMC).

## Życiorys
Teologię studiował w Bad Klosterlausnitz i Lipsku. W 1969 uzyskał stopień doktora habilitowanego. Był wieloletnim wykładowcą Seminarium Duchownego w Bad Klosterlausnitz. W latach 1986–1992 piastował funkcję zwierzchnika Konferencji Centralnej Kościoła Ewangelicko-Metodystycznego w NRD, a następnie Konferencji Centralnej Wschodnich Niemiec. Bp Minor był także w latach 1993–2005 przewodniczącym Regionu Euroazji Konferencji Północnej KEM. W 2005 przeszedł na emeryturę.